# هنريكي باربوسا
هنريكي باربوسا (بالبرتغالية: Henrique Barbosa) هو سباح برازيلي، ولد في 5 يوليو 1984 في بيلو هوريزونتي في البرازيل.

## وصلات خارجية
- هنريكي باربوسا على موقع الاتحاد الدولي للسباحة (الإنجليزية)
- هنريكي باربوسا على موقع SwimRankings.net (الإنجليزية)
- هنريكي باربوسا على موقع أوليمبيديا (الإنجليزية)